# Hain (Siegen)

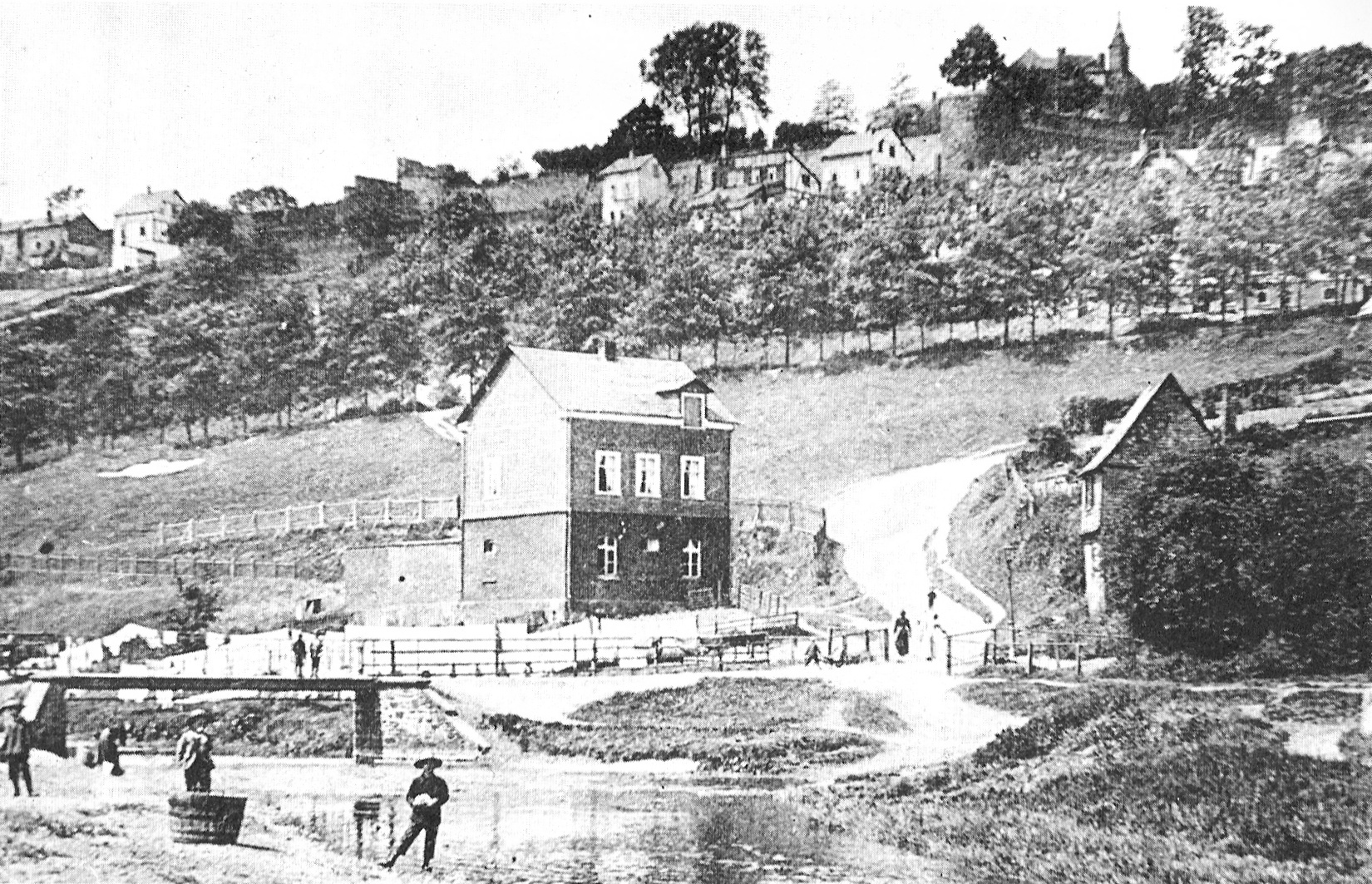
Hain im Jahr 1909. Im Vordergrund der Fluss Weiß, oben rechts auf dem Siegberg das Obere Schloss Siegens. Ost-Ansicht

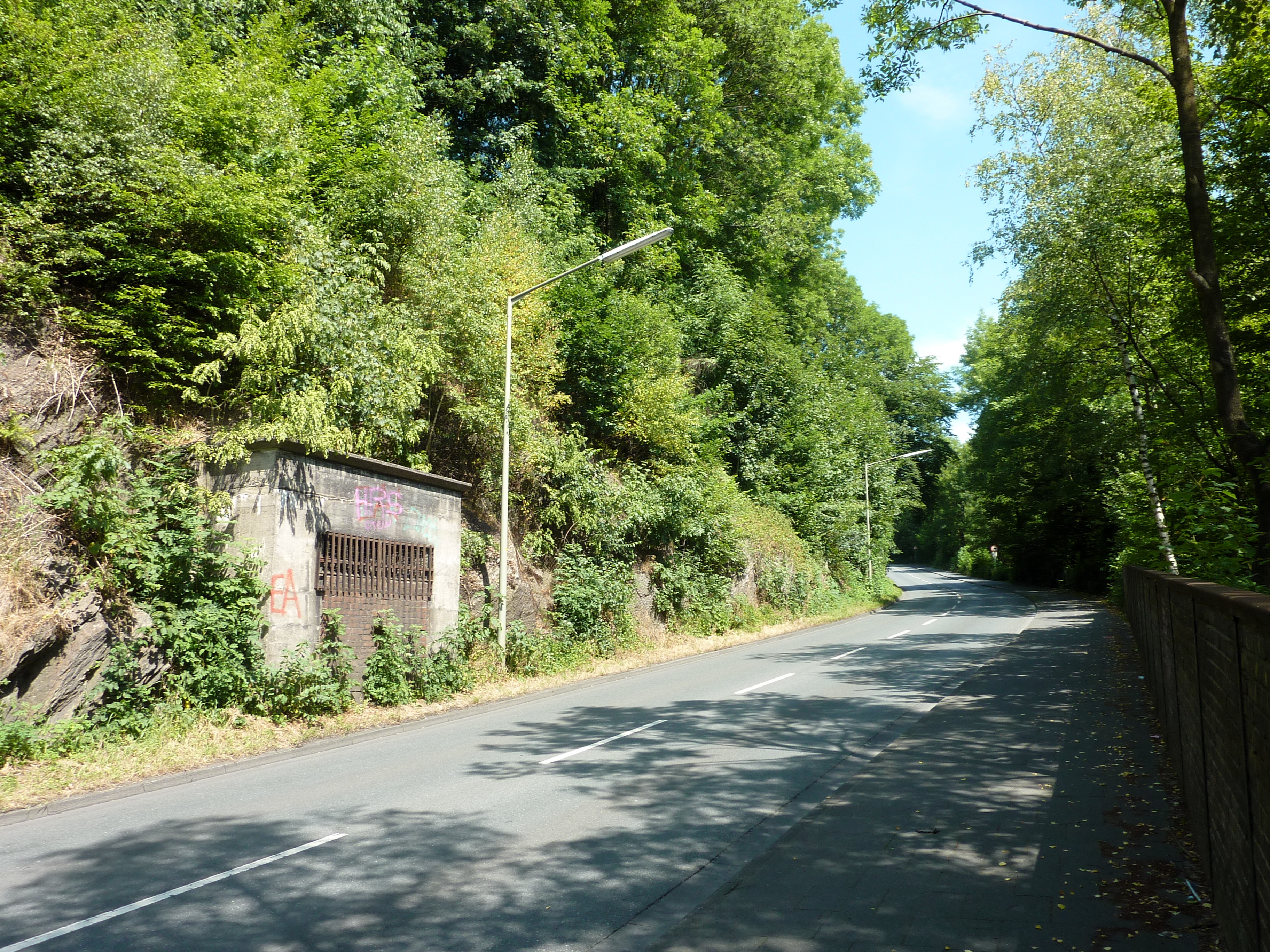
Ein Mundloch des zum Luftschutzbunker ausgebauten Hainer Stollens im Osthang des Siegbergs an der Straße Hainer Hütte

Hain ist ein ehemaliger mittelalterlicher Vorort der Stadt Siegen. Heute ist Hain ein Ortsteil von Siegen im Kreis Siegen-Wittgenstein in Nordrhein-Westfalen.

## Geschichte
Der historische Vorort Hain lag östlich bis südöstlich außerhalb des mittelalterlichen Kerns der Stadt Siegen im Tal des Flusses Weiß, zwischen dem Siegberg im Nordwesten und dem Lindenberg im Südosten. Er siedelte sich um die Hainer Hütte an, die in den Jahren 1444/1445 erstmals als Ort der Verhüttung von Erz urkundlich erwähnt wurde. Eine Karte der Stadt Siegen aus dem Jahr 1736 verzeichnet am Ufer der Weiß sowohl Hainer Hütte als auch Hainer Hammer. 1798 gab es in Hain 26 Häuser. 1834 lebten im Bezirk Hain 182 Menschen, 1861 waren es 180. Neben dem Hüttenbetrieb bestanden in Hain zwei Gießereien. Die Gießerei Peipers bestand ab 1882, ihr wurde 1916 die Hainer Hütte angegliedert. 1927 fusionierte sie mit der Gießerei Gontermann zum Unternehmen Gontermann-Peipers, das heute einer der größten Arbeitgeber des Gebiets ist. Die Lokalbahn Eisern-Siegener Eisenbahn mit Güterbahnhof Siegen-Hain sicherte von 1901 bis in die 1970er-Jahre die Verkehrsanbindung der Betriebe an das Schienennetz der Deutschen Reichs- bzw. der Bundesbahn.
Durch das Gebiet des Ortsteils fließt der Fluss Weiß aus nordöstlicher Richtung der Sieg zu. Auf den historischen Vorort Hain weisen in Siegen die bis in die Gegenwart verwendeten Straßennamen Hainer Hütte, Hainer Weg und Am jähen Hain östlich des Siegener Stadtkerns am Siegberg hin.

## Hainer Stollen

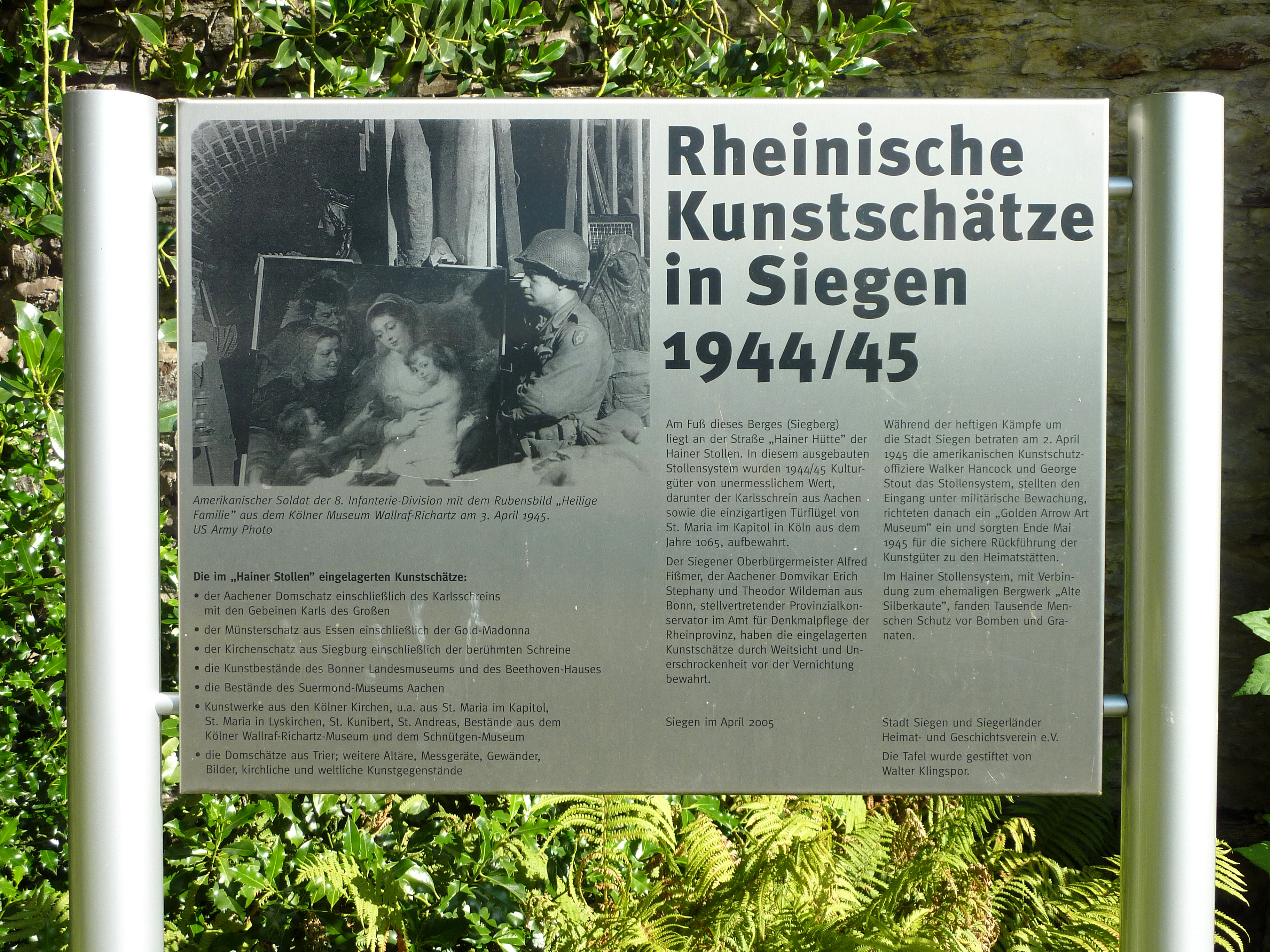
Infotafel im Park des Oberen Schlosses zur Rolle des Hainer Stollens als Bunker für Kunstschätze in den Jahren 1944–1945. Das Foto auf der Tafel zeigt einen US-Soldaten mit einem Rubens-Gemälde.

Der US-Soldat Ivan Babcock von der 165th Signal Photo Company posiert mit Paul Beumers’ Replik der Reichskrone, 3. April 1945.

Das einzige erhalten gebliebene, dem historischen Vorort Hain zuzuordnende Bauwerk ist der Hainer Stollen (auch Alte Silberkaute genannt) unter dem Siegberg. Ab 1941 wurde das System aus stillgelegten Bergwerksstollen zum Luftschutzbunker ausgebaut und sollte auf 2.230 m² Fläche bis zu 3.000 Personen Schutz vor Bombenangriffen der Alliierten Streitkräfte bieten.
Der Hainer Stollen erhielt besondere Aufmerksamkeit im Jahr 1945, am Ende des Zweiten Weltkriegs. In der vom Ost- und Südosthang des Siegberges über zwei Eingänge zugänglichen Bunkeranlage hatten die nationalsozialistischen Machthaber in den Monaten August und September 1944 zahlreiche bedeutende öffentliche und private Kunstschätze aus dem Rheinland und dem Ruhrgebiet im Wert von 3 bis 4 Milliarden Goldmark eingelagert, um sie vor Bombenangriffen in Sicherheit zu bringen. Der Stollen war für diesen Zweck mit einer Heizungs- und Belüftungsanlage der ortsansässigen Firma Gontermann & Peipers ausgestattet worden, um die Kunstschätze vor Feuchtigkeit schützen zu können. Außerdem wurde dieser vom übrigen Bunkersystem im Stollen getrennte Teil rund um die Uhr polizeilich bewacht, und der Zustand der Kunstschätze wurde täglich von einem eigens dafür abgestellten Kunstsachverständigen überprüft.
Zu den im Hainer Stollen zwischengelagerten Kunstgegenständen zählten unter anderem der Aachener Domschatz einschließlich des Karlsschreins mit den Gebeinen Karls des Großen, die Domschätze aus Trier und Essen sowie die Türflügel von St. Maria im Kapitol in Köln aus dem Jahr 1065. Weitere eingelagerte Kunstgegenstände waren Originalgemälde des in Siegen geborenen Barockmalers Peter Paul Rubens oder stammten aus anderen Kirchenschätzen sowie aus dem Kölner Wallraf-Richartz-Museum und dem Schnütgen-Museum. Daneben wurden 40 Kisten an Material aus dem Bonner Beethoven-Haus, darunter die originalen Notenmanuskripte Ludwig van Beethovens, hierin ausgelagert. Laut Zeugenaussagen soll auch ein Konzertflügel, auf dem Beethoven gespielt hatte, im Hainer Stollen untergebracht worden sein. 
Die Kunstschätze im Stollen wurden im April 1945 von US-Truppen entdeckt, unter Bewachung gestellt und unter anderem dank der Fürsprache des damaligen, aufgrund nationalsozialistischer Belastung am 24. April 1945 entlassenen Siegener Oberbürgermeisters Alfred Fissmer bereits im Mai 1945 teilweise zu ihren Heimstätten zurückgeführt. Etwa 4000 der Siegener Objekte gelangten im Juni auf Bestrebungen des amerikanischen Kunstschutzoffiziers Walker Hancock in die neu eingerichtete Kunstgütersammelstelle in Marburg, von wo sie ab dem Frühjahr 1946 in das Rheinland zurück überführt wurden.